# مارك هاريس (لاعب كرة قدم أمريكية)
مارك هاريس (بالإنجليزية: Mark Harris)‏ هو لاعب كرة قدم أمريكية أمريكي، ولد في 28 أبريل 1970 في كلوفيس في الولايات المتحدة.